# (32797) 1990 OJ
1990 OJ (asteroide 32797) é um asteroide da cintura principal. Possui uma excentricidade de 0.18327360 e uma inclinação de 12.78152º.
Este asteroide foi descoberto no dia 18 de julho de 1990 por Eleanor F. Helin em Palomar.